# 盖州 (贞观)
盖州，中国唐朝时设置的州。
唐太宗贞观四年（630年）以党项野利部落设置西唐州（西康州），治湘水县（青海省贵南县森多乡青羊禾古城），今四川省若尔盖县西部至青海贵南县。贞观八年（634年）改西康州置盖州。唐高宗儀鳳二年（677年）地入吐蕃，盖州内徙盐州五原县附近，治今陕西省定边县杨井镇。唐代宗大历年间废除盖州。